# وایلین
«وایلین» (به انگلیسی: Violaine) تک‌آهنگی از کوکتو تویینز می‌باشد که در ژوئیهٔ سال ۱۹۹۶ از سوی فونتانا رکوردز منتشر گردید. این قطعه دومین تک‌آهنگی بود که از شیر و بوسه‌ها منتشر شد و آخرین تک‌آهنگ گروه بود که از یک آلبوم غیرتلفیقی منتشر می‌شد. این اثر در جدول تک‌آهنگ‌های بریتانیا به رتبهٔ ۵۶ رسید.